# Friedrich Schlegel (Politiker)
Friedrich Emil Schlegel, auch Fritz Schlegel, (* 25. März 1894 in Aue; † 2. September 1936) war ein deutscher Politiker (NSDAP), SS-Brigadeführer und Leiter des Geheimen Staatspolizeiamtes in Dresden.

## Leben
Schlegel wurde im sächsischen Erzgebirge geboren. Nach dem Schulbesuch am Realgymnasium absolvierte er eine Schlosserlehre. Später folgte ein Studium der Ingenieurwissenschaft an der staatlichen Gewerbeschule Chemnitz. Er nahm am Ersten Weltkrieg teil und war anschließend als Ingenieur in einer Maschinenfabrik tätig. Ab November 1921 war er Mitglied der NSDAP und beteiligte sich aktiv an körperlichen Auseinandersetzungen mit NS-Gegnern. 1926 trat er in die SS ein (SS-Nummer 907). Im darauffolgenden Jahr erfolgte seiner Ernennung zum SS-Sturmführer der 4. SS-Standarte. Noch im selben Jahr wechselte er zur 13. SS-Standarte. Im Anschluss wurde ihm das Kommando über alle SS-Einheiten im NSDAP-Gau Sachsen übertragen. Durch seine Beförderung zum SS-Oberführer erhielt er im Oktober 1930 das Kommando über den SS-Abschnitt II.
Im selben Jahr 1930 erhielt er bei der Wahl zum Sächsischen Landtag ein Mandat der NSDAP und vertrat diese Partei dort bis 1933. Als solcher warf er gemeinsam mit anderen NSDAP-Abgeordneten der SPD im Dezember 1931 im Landtag vor, den „Zustand der Wirtschaftszerstörung, der Massenverelendung, der Arbeitslosigkeit und des Hungers“ zu verschulden.
Zu Beginn der Zeit des Nationalsozialismus übernahm er 1933 die Leitung des Geheimen Staatspolizeiamtes in Dresden, sein Vertreter wurde Herbert Mehlhorn. 1934 wurde er zum SS-Brigadeführer befördert. Er starb 1936 im Alter von 41 Jahren an einem Gehirnschlag. Er erhielt ein Staatsbegräbnis in Dresden, bei dem Heinrich Himmler und Martin Mutschmann Trauerreden hielten.

## Ehrungen
- Eisernes Kreuz I. und II. Klasse
- Im September 1936 erhielt die 7. SS-Standarte seinen Namen verliehen.
- In Chemnitz wurde die Reichsstraße in Friedrich-Schlegel-Straße[5] umbenannt und seine Urne wurde im damaligen Ehrenhain des städtischen Friedhofs beigesetzt.[6]